# Szentes Antal Regináld
Szentes Antal Regináld (Madéfalva, 1747 – Székelyudvarhely, 1806. június 25.) romániai magyar ferences szerzetes, a Csíksomlyói Római Katolikus Gimnázium tanára, drámaíró.

## Élete
Életének utolsó szakaszában a székelyudvarhelyi rendház főnöke volt. Többek között sok iskoladrámát írt, valamint magyarított. E drámák közül a legnevezetesebbek és legsikeresebbek a Rusticus Imperans (Parasztkirály), valamint a Zápolya János és Bebek címmel elkészült dráma, amelyet Masenius, illetve Kolozsvári Pál latin nyelven íródott műve alapján alkalmazott a csíki viszonyokhoz.